# Никоде, Жан Луи
Жан Луи Никоде (фр. Jean Louis Nicodé; 12 августа 1853, Йерзиц, ныне Ежице в составе Познани — 14 октября 1919, Лангебрюк, ныне в составе Дрездена) — немецкий композитор.
Родился в семье обедневшего помещика, потомка бежавших из Франции гугенотов; с 1856 г. жил с семьёй в Берлине. Учился игре на скрипке у своего отца, затем занимался музыкой под руководством берлинского органиста Вильгельма Харткеса. В 1869 г. поступил в Новую академию музыки, где его наставниками были Теодор Куллак (клавир) и Рихард Вюрст (теория), позднее также изучал композицию у Фридриха Киля. Некоторое время оставался в Берлине как учитель музыки, выступал с еженедельными фортепианными концертами. В 1873—1876 гг. проходил армейскую службу.
В 1878 г. сопровождал как пианист гастроли Мариано Падильи и Дезире Арто по Галиции и Румынии. По возвращении в Германию в 1878—1885 гг. преподавал в Дрезденской консерватории (среди его учеников, в частности, Эмиль Кронке, Отто Таубман, Узо Зайферт, Конрад Хойбнер). Вышел в отставку вскоре после ухода с директорского поста Франца Вюльнера — как сообщает Дж. А. Фуллер Мейтленд, в связи с тем, что новая администрация резко сопротивлялась желанию Никоде использовать в учебных целях музыку Ференца Листа. Принял участие в конкурсе на место второго дирижёра в Майнингене, однако руководство капеллы предпочло ему юного Рихарда Штрауса. Некоторое время дирижировал филармоническими концертами в Берлине, затем вернулся в этом же качестве в Дрезден, пропагандировал музыку своих современников — прежде всего, Листа и Феликса Дрезеке, но также и Штрауса. После 1888 г. до некоторой степени отошёл от дирижёрской деятельности, посвятив себя композиции, однако под его управлением 18 декабря 1895 года состоялась германская премьера Восьмой симфонии Антона Брукнера, в том же году Никоде представил дрезденской публике Вторую симфонию А. П. Бородина. В 1897 г. гастролировал в Москве, исполнив Фантастическую симфонию Гектора Берлиоза и концерт для виолончели с оркестром Юлиуса Кленгеля (солировал автор) и получив лестные отзывы русской критики.
Как композитор Никоде в молодые годы тяготел к умеренно-консервативному крылу немецкой музыки, о чём говорит, в частности, посвящение Иоганнесу Брамсу Симфонических вариаций Op. 27 (1884). Позднее его манера сместилась в сторону следования Рихарду Вагнеру. Наиболее масштабные сочинения Никоде — симфоническая ода «Море» (нем. Das Meer; Op. 31, для оркестра, органа, певцов и мужского хора, текст К. Вёрмана) и Gloria! (1904, Op. 34, для голоса, мужского хора и оркестра, на слова К. Гауптмана). Ему принадлежит также симфония (1905), ряд других оркестровых сочинений, две виолончельные сонаты, фортепианные пьесы, песни. Никоде оркестровал Allegro de concert Op.46 Фридерика Шопена, добавив при этом более 70 тактов собственного музыкального текста.
Улица в пригороде Дрездена, на которой он жил с 1900 года, названа теперь его именем (нем. Nicodéstrasse).